# Sądeckie Zakłady Eksploatacji Kruszywa
Sądeckie Zakłady Eksploatacji Kruszywa (”SZEK”) – istniejące od 1948 przedsiębiorstwo państwowe w Nowym Sączu (od 1998 jako spółka akcyjna), specjalizujące się w eksploatacji i przetwarzania złóż kruszywa.

## Historia
Początki funkcjonowania zakładów sięgają 1948. Wtedy to w strukturze Państwowego Przedsiębiorstwa Eksploatacji Łożysk Rzecznych w Warszawie utworzono oddział zamiejscowy w Marcinkowicach. Powstanie zakładu miało ścisły związek z zapotrzebowaniem na surowce dźwigającego się ze zniszczeń wojennych kraju. Jego produkcja w znaczący sposób przyczyniła się do odbudowy Warszawy. W 1959 SZEK w Marcinkowicach w ramach Eksperymentu Sądeckiego przeszedł pod zarząd Powiatowej Rady Narodowej, przyczyniając się do rozwoju ziemi sądeckiej. Podstawowym rodzajem działalności zakładu było wydobywanie żwirów ze złoża niskiej terasy rzeki Dunajec metodą odkrywkowo–basenową, kruszenie, uszlachetnianie i sortowanie frakcji dla potrzeb budownictwa i drogownictwa.
25 września 1998 zebranie ogólne załogi podjęło decyzję o prywatyzacji bezpośredniej, polegającej na przejęciu do odpłatnego korzystania z mienia SZEK spółce pracowniczej. Zgromadzono niezbędny kapitał założycielski i 16 grudnia 1998 zarejestrowano spółkę pracowniczą Sądeckie Zakłady Eksploatacji Kruszywa Spółka Akcyjna z siedzibą w Nowym Sączu przy al. Batorego 90. Po dokonaniu niezbędnych prac, analiz i wyceny przedsiębiorstwa 18 sierpnia 1999 została podpisana notarialna umowa o oddaniu mienia państwowego SZEK do odpłatnego korzystania przez SZEK S. A.
Obecnie firma jest przedsiębiorstwem jednozakładowym o strukturze wydziałowej. Działalność produkcyjna i handlowa prowadzona jest w wydziałach produkcyjnych rozlokowanych na terenie województwa małopolskiego, tj. w zakładach w Starym Sączu, Brzeznej, Podegrodziu, Olszynach, Dębinie Łętowskiej, Wojniczu, Rożnowie i Marcinkowicach.

### Zakres działalności
- wydobywanie kamienia dla potrzeb budownictwa,
- działalność kopalni żwiru i piasku,
- cięcie, formowanie i wykończenie kamienia,
- produkcja konstrukcji metalowych i ich części,
- obsługa i naprawa pojazdów mechanicznych, usługi warsztatowe,
- działalność handlowa, hurtowa i detaliczna kruszywem, ziemią, a także innymi towarami /w tym handel detaliczny częściami i maszynami/,
- wynajem nieruchomości własnych i dzierżawionych,
- prowadzenie gospodarki rolnej, leśnej i rybackiej,
- usługi transportowe.